# Staffan (helgon)
Ej att förväxla med Stefanos (S:t Staffan).
Helige Bror Staffan, även Broder Stephanus, var en katolsk cisterciensermunk från Alvastra. Han var den förste abboten vid Gudsberga kloster i Husby socken 1486. Lokalhelgon, känd för sina spådomar och förutsägelser om framtiden.
Staffan är avbildad på en medeltida målning i Husby kyrka och är omnämnd i Erik Axel Karlfeldts dikt Vallfärd.
Staffan har även gett namn åt Brödraföreningen Sankt Staffan, en lokalförening av Svenska Frimurare Orden, som sedan 1996 håller till i den gamla brukskyrkan i Avesta.